# Regno del Wessex
Il Regno del Wessex o Regno dei Sassoni occidentali (in inglese antico: Westseaxna rīċe) fu uno dei sette regni anglosassoni esistito dal 519 all'unificazione dell'Inghilterra, avvenuta ad opera di Atelstano nel 927.
Situato a sud dell'isola, gli anglosassoni credevano che il Wessex fosse stato fondato da Cerdic e Cynric, ma potrebbe trattarsi di una leggenda. Le due fonti principali dedicate alla storia del Wessex risultano la Cronaca anglosassone e la Genealogia regale dei sassoni occidentali, che a volte presentano ricostruzioni contrastanti. Il Wessex divenne un regno cristiano dopo che Cenwalh ricevette il battesimo e si espanse sotto il suo dominio. Caedwalla in seguito conquistò il Sussex, il Kent e l'isola di Wight. Il suo successore, Ine, emanò uno dei più antichi codici legislativi inglesi sopravvissuti e stabilì una seconda diocesi dei sassoni occidentali. Successivamente, il trono passò a una serie di monarchi con genealogie sconosciute.
Durante l'VIII secolo, nonostante la crescita dell'egemonia della Mercia, il Wessex mantenne in gran parte la sua indipendenza. Fu durante questo periodo che s'istituì il sistema degli shire, ovvero delle contee. Sotto Egberto, il Surrey, il Sussex, il Kent, l'Essex e la Mercia, insieme ad alcune aree della Dumnonia, finirono conquistate e assorbite. In quel frangente Egberto ottenne altresì la supremazia sulla corona della confinante Northumbria, tuttavia l'indipendenza della Mercia tornò già nell'830. Durante il regno del suo successore, Etelvulfo, un esercito danese arrivò minaccioso nell'estuario del Tamigi, ma l'inglese riuscì a prevalere. Quando il figlio di Etelvulfo, Etelbaldo, usurpò il trono, il regno affrontò la divisione per scongiurare la guerra. A Etelvulfo subentrarono i suoi quattro figli, il più giovane dei quali era Alfredo il Grande.
Il Wessex affrontò una grande invasione a opera dei vichinghi nell'871, evento che forzò Alfredo a doverli pagare per andarsene. Tornati nell'876, in quell'occasione furono costretti a ritirarsi. Nell'878 si vendicarono riuscendo a spingere Alfredo in fuga verso la piana di Somerset, ma alla fine persero la decisiva battaglia di Edington. Durante il suo dominio, Alfredo emanò un nuovo codice legislativo, si circondò di intellettuali alla sua corte e fu in grado di destinare fondi alla costruzione di navi, organizzare un esercito e stabilire un sistema difensivo basato su roccaforti strategicamente posizionate, quello dei cosiddetti burh. Il figlio di Alfredo, Edoardo, prese possesso delle Midlands orientali e dell'Anglia orientale a scapito dei danesi e divenne sovrano della Mercia nel 918, in occasione della morte di sua sorella, Ethelfleda. Il figlio di Edoardo, Atelstano, conquistò la Northumbria nel 927 e l'Inghilterra divenne per la prima volta un regno unificato. Canuto il Grande, che conquistò l'Inghilterra nel 1016, istituì la ricca e potente contea del Wessex, ma nel 1066 Aroldo II riunì la contea con la corona e il Wessex cessò di esistere.

## Storia

### Contesto storico
L'area del Wessex era conosciuta sin dal Neolitico per
via delle scogliere di calcare fine presenti nei pressi di Dover, per le risorse della Cornovaglia e per via dello sviluppo di una propria cultura nell'età del Bronzo (1600/1200 a.C.). In seguito alla conquista romana, a partire dal I secolo d.C., numerose ville risultarono ultimate in tutto il Wessex, insieme alle importanti città di Dorchester e Winchester (la desinenza -chester deriva dal latino castra, "un campo militare"). I romani, o meglio i romano-britanni, tracciarono varie rotte che collegavano diverse località nel Wessex, una delle quali correva verso est da Exeter attraverso Dorchester, Winchester, Silchester e poi a Londra.
A metà del IV secolo, aumentarono le incursioni nella Britannia romana da parte di popoli come pitti, scoti, attacotti e franchi, nonché sassoni. Nel 367, queste tribù invasero la Britannia simultaneamente da nord, ovest e est. Secondo quanto riferito, gli attaccanti affrontarono una battuta d'arresto o accettarono di condividere l'autorità delle forze romane nella maggior parte della Gran Bretagna settentrionale e occidentale. Il generale romano Teodosio riconquistò comunque il grosso delle aree entro la fine del 368. Nel 380-381, Magno Massimo si preoccupò di respingere ulteriori assalti, ma la crescente crisi dell'impero romano causò problemi nella difesa della regione. Tuttavia, in occasione della morte di Massimo nel 388, l'autorità romana in Gran Bretagna continuò a vivere un sensibile declino. Durante la fine degli anni 390, Stilicone provò a ripristinare il controllo pianificando una campagna contro i pitti, ma i successi riportati nelle fasi iniziali andarono vanificati quando nel 401 il generale dovette trasferire le truppe nel continente per combattere i goti. Dopo che una serie di usurpatori si dichiarò padrona dell'isola all'inizio del IV secolo e che i funzionari locali chiesero aiuto alla capitale, l'imperatore Onorio acuì in maniera irreversibile la crisi invitandoli a risolvere le questioni da sé. Il declino economico che ne seguì subito dopo determinò la circolazione delle monete romane e cessò l'importazione di oggetti dall'impero.

### Insediamento sassone

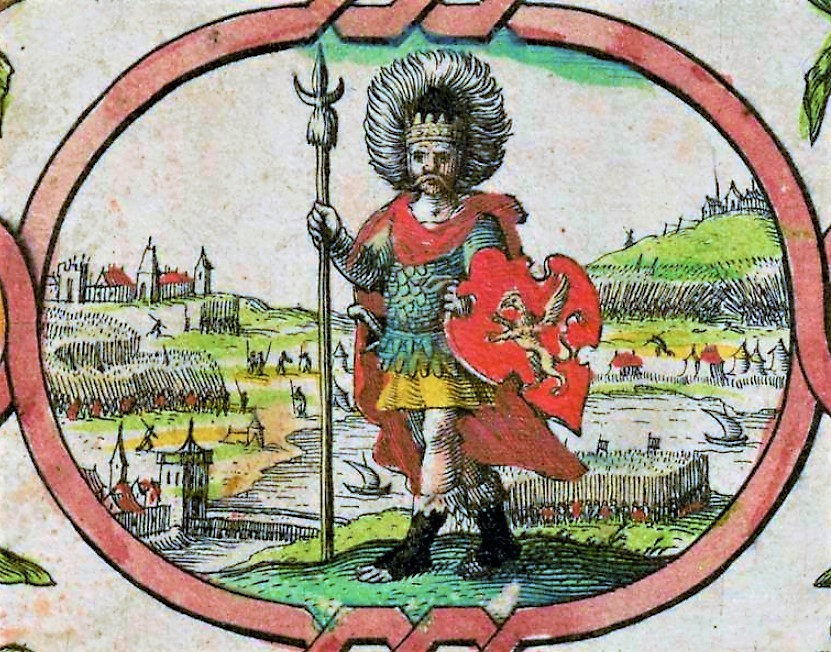
Rappresentazione immaginaria di Cerdic dall'"Eptarchia Sassone" del 1611 di John Speed

Lo storico Peter Hunter Blair (1956) individua due teorie sull'insediamento dei sassoni, degli juti e degli angli in Britannia, vale a dire un filone "gallese" e uno "inglese". Il primo è esemplificato da Gildas, nel De Excidio et Conquestu Britanniae. In breve, tale teoria afferma che, dopo la partenza dei romani, i romano-britanni riuscirono a governare per un certo periodo senza grandi interruzioni. Tuttavia, quando alla fine giunsero gli invasori germanici, un sovrano il cui nome resta ignoto (definito "fiero tiranno" da Gildas) chiese assistenza ai sassoni in cambio di terra. I conflitti scoppiarono in seguito a causa di "una disputa sulla fornitura di viveri" e i sassoni causarono gravi danni in alcune aree dell'isola. Col tempo, tuttavia, alcune truppe sassoni lasciarono l'isola e così Ambrosio Aureliano sconfisse coloro che erano rimasti. Ne seguì un lungo conflitto, a seguito del quale nessuna delle parti prevalse fino alla sconfitta decisiva sassone nella battaglia del monte Badon. Dopo questo evento, si aprì un periodo di pace, durante il quale Gildas viveva quando scrisse il De Excidio et Conquestu Britanniae. La teoria "inglese" sull'arrivo sassone si dipana partendo da Hengest e Horsa, due fratelli giunti dalla Germania. Quando Beda il Venerabile scrisse la sua Storia ecclesiastica del popolo inglese, riprese la narrativa di Gildas e aggiunse dei dettagli, tra cui l'identità delle persone coinvolte. All'"orgoglioso tiranno" conferì il nome Vortigern, mentre denominò i comandanti sassoni Hengest e Horsa. Ulteriori dettagli alla storia vennero aggiunti nella Historia Brittonum, parzialmente scritta da Nennio. Secondo la Historia, Hengest e Horsa combatterono gli invasori della Gran Bretagna a condizione di conquistare l'isola di Thanet. La figlia di Hengest, Rowena, in seguito arrivò su una nave colma di rinforzi e Vortigern la sposò. Tuttavia, sorse una guerra nel Kent a causa di una disputa tra Hengest e il figlio di Vortigern. Dopo aver perso diverse battaglie, i sassoni surclassarono infine gli inglesi attaccandoli a tradimento una volta che le due fazioni si erano riunite per un incontro. Alcuni dettagli aggiuntivi della leggenda di Hengest e Horsa si rintracciano nella Cronaca anglosassone. Quest'ultima riferisce poi i successivi arrivi sassoni, incluso quello di Cerdic, il fondatore del Wessex, nel 495.
Stando alla Cronaca anglosassone, Cerdic e suo figlio Cynric sbarcarono nell'Hampshire meridionale nel 495, ma questa versione non è considerata dagli storici come affidabile a causa di discordanze nella ricostruzione e, soprattutto, per via delle prove archeologiche le quali evidenziano che l'area fu prima occupata dagli juti. Sebbene il documento menzioni Cynric come figlio di Cerdic, una fonte diversa lo indica quale nipote di Cerdic, Creoda. La Cronaca prosegue poi affermando che "Port, affiancato dai suoi due figli Bieda e Maegla", sbarcarono a Portsmouth nel 501 e uccisero un nobile britannico di alto rango. Nel 508, Cerdic e Cynric tolsero la vita al re britannico Natanleod insieme a 5.000 dei suoi uomini (sebbene la storicità della figura di tale regnante sia stata contestata), e Cerdic divenne il primo sovrano del Wessex nel 519. I sassoni attaccarono Cerdicesford (Charford, nel Worcestershire) nel 519, con l'intenzione di attraversare il fiume Avon e bloccare una strada che collegava Old Sarum e Badbury Rings, una roccaforte britannica. Pare che lo scontro si concluse senza un chiaro vincitore, con il risultato che l'espansione del Wessex terminò per circa trent'anni. Ciò si dovette probabilmente alle perdite subite durante la battaglia e a un apparente accordo di pace stipulato con i britanni. Si ritiene che la battaglia del monte Badon fu combattuta nel medesimo frangente. Gildas afferma che i sassoni uscirono completamente sconfitti nella battaglia, alla quale partecipò anche re Artù secondo Nennio. La sconfitta non viene narrata nella Cronaca. Il periodo trentennale di pace subì una battuta di arresto temporanea quando, secondo la cronaca, i sassoni conquistarono l'isola di Wight nel 530 in uno scontro accaduto nei pressi di Carisbrooke.
Cynric divenne il sovrano del Wessex dopo la morte di Cerdic nel 534 e regnò per ventisei anni. Non è noto se Ceawlin, che subentrò a Cynric nel 581 circa, fosse davvero suo figlio. Si pensa che il regno di Ceawlin sia più attendibilmente documentato di quelli dei suoi predecessori, sebbene le date fornite dalla cronaca dal 560 al 592 siano diverse dalla cronologia rivista. Ceawlin sopì i focolai di resistenza di britanni attivi nel nord-est, nel Chilterns, nel Gloucestershire e nel Somerset. La conquista di Cirencester, Gloucester e Bath nel 577, dopo la tregua causata dalla battaglia del monte Badon, aprì la strada a sud-ovest.
Ceawlin è uno dei sette re nominati nella Historia ecclesiastica gentis Anglorum di Beda come detentore di "imperium" sulla Gran Bretagna meridionale: la Cronaca anglosassone più tardi ribadì quest'affermazione, riferendosi a Ceawlin come un bretwalda, o "regnante britanno". Ceawlin fu in seguito deposto, forse ad opera di suo nipote Ceol, e morì un anno dopo tale evento. Sei anni più avanti, intorno al 594, a Ceol succedette un fratello, Ceolwulf, al quale succedette a sua volta nel 617 circa Cynegils. Le ricostruzioni genealogiche non concordano sulle origini di Cynegils: suo padre è variamente riferito come Ceola, Ceolwulf, Ceol, Cuthwine, Cutha o Cuthwulf.
La tradizione contenuta nella Cronaca anglosassone e nelle genealogie della dinastia sassone occidentale apre la strada a notevoli dubbi. Ciò si deve in gran parte al fatto che il capostipite della dinastia e un certo numero dei suoi presunti discendenti avevano nomi celtici e britanni, piuttosto che anglosassoni germanici. Il nome Cerdic deriva infatti dal nome inglese *Caraticos. Ciò potrebbe indicare che l'uomo era un nativo britanno e che la sua dinastia si anglicizzò nel tempo. Altri membri della dinastia che possedevano nomi celtici includevano Ceawlin e Caedwalla. Caedwalla, che si spense nel 689, risultò l'ultimo re sassone occidentale a possedere un nome celtico.

### Il Wessex cristiano e l'ascesa della Mercia

I regni celtico e anglosassone intorno al 600

Fu durante il regno di Cynegils che si verificò il primo evento nella storia della Sassonia occidentale databile con ragionevole certezza: il battesimo di Cynegils da parte di Birino, avvenuto alla fine degli anni 630 o forse nel 640. Birino agì quindi in veste di vescovo dei Sassoni occidentali, con sede a Dorchester on Thames. Si trattò della prima conversione al cristianesimo di un re sassone occidentale, ma non fu accompagnata dall'immediata conversione di tutti i sassoni occidentali: il successore di Cynegils (e forse suo figlio), Cenwealh, che salì al trono intorno al 642, era un pagano al momento della sua nomina. Tuttavia, anche lui fu battezzato solo pochi anni dopo e il Wessex si affermò saldamente come regno cristiano. Il padrino di Cynegils era il re Osvaldo e la sua conversione potrebbe essere stata collegata a un'alleanza contro il re Penda di Mercia, che aveva precedentemente attaccato il Wessex.
Questi attacchi segnarono l'inizio di una forte pressione da parte del regno in espansione della Mercia. Col tempo, una simile politica avrebbe privago il Wessex dei suoi territori a nord del Tamigi e del fiume Avon, favorendo il riorientamento del regno verso sud. Cenwealh sposò la figlia del summenzionato Penda e, quando lui la ripudiò, Penda lo invase di nuovo e lo cacciò in esilio per un po' di tempo, forse tre anni. Le date restano incerte, ma probabilmente risale alla fine del 640 o all'inizio del 650. Trascorse il suo esilio nell'Anglia orientale, dove abbracciò il cristianesimo. Dopo il suo ritorno, Cenwealh dovette affrontare ulteriori attacchi dal successore di Penda Wulfhere, ma fu capace ad espandere il territorio sassone occidentale nel Somerset a spese dei britanni. Questi fondò un secondo vescovado a Winchester, mentre quello a Dorchester fu presto abbandonato quando il potere merciano si spinse verso sud.
Dopo la morte di Cenwealh nel 673, la sua vedova, Seaxburh, preservò il trono per un anno; fu seguita da Aescwine, che a quanto pare discendeva da un altro fratello di Ceawlin. Si trattò di una delle numerose occasioni in cui si dice che la regalità del Wessex sia passata a un ramo remoto della famiglia reale, con una linea di discendenza maschile ininterrotta da Cerdic. Tali affermazioni possono essere autentiche o possono riflettere la falsa affermazione di discendenza da Cerdic per legittimare una nuova dinastia. Il regno di Aescwine durò solo due anni e nel 676 il trono tornò all'immediata famiglia di Cenwealh con l'ascesa al trono di suo fratello Centwine. Centwine è noto per aver combattuto e vinto battaglie contro i britanni, ma i dettagli non sono sopravvissuti.
A Centwine successe un altro presunto lontano parente, Caedwalla, che sosteneva di discendere da Ceawlin. Caedwalla regnò per soli due anni, ma ottenne una significativa espansione del potere del regno, avendo sottomesso i regni del Sussex, del Kent e dell'isola di Wight, sebbene la seconda riacquistò quasi immediatamente la sua indipendenza e la prima seguì alcuni anni dopo. Il suo regno terminò nel 688, quando abdicò e andò in pellegrinaggio a Roma dove fu battezzato da papa Sergio I e lì si spense poco dopo.
A subentragli fu Ine, che sostenne di essere anch'egli un discendente di Cerdic tramite Ceawlin, ma di nuovo attraverso una linea di discendenza a lungo separata. Ine rimase il più duraturo dei signori sassoni occidentali, avendo regnato per 38 anni. Emanò il più antico codice di leggi inglese sopravvissuto oltre a quelli del regno di Kent, e stabilì un secondo vescovato della Sassonia occidentale a Sherborne, coprendo l'area a ovest della foresta di Selwood, che costituiva un importante confine tra Wessex orientale e occidentale. Verso la fine della sua vita seguì le orme di Caedwalla, abdicando e compiendo un pellegrinaggio a Roma. Il trono passò quindi a una serie di altri re che sostenevano di discendere da Cerdic, ma le cui presunte genealogie e relazioni reciproche risultano sconosciute.
Durante l'VIII secolo, il Wessex fu eclissato dalla Mercia, il cui potere appariva allora al suo apice, e i monarchi sassoni occidentali potrebbero a volte aver riconosciuto la signoria della Mercia. Tuttavia, furono in grado di evitare il controllo più sostanziale che la Mercia esercitò sui domini minori. Durante questa parentesi storica, il Wessex continuò la sua graduale avanzata verso ovest, travolgendo il regno britanno di Dumnonia (Devon). Il Wessex acquisì inoltre de facto il controllo su gran parte del Devon, sebbene i britanni mantennero un grado di indipendenza in zona almeno fino al X secolo: a tal proposito, Guglielmo di Malmesbury sosteneva che i britanni e i sassoni abitarono Exeter "come uguali" fino al 927. Come risultato della conquista merciana della parte settentrionale dei suoi primi territori nel Gloucestershire e nell'Oxfordshire, il Tamigi e l'Avon probabilmente allora formavano il confine settentrionale del Wessex, mentre il suo cuore si trovava nell'Hampshire, nel Wiltshire, nel Berkshire, nel Dorset e nel Somerset. Il sistema di shire, che in seguito avrebbe costituito la base dell'amministrazione locale in tutta l'Inghilterra, oltre che d'Irlanda, Galles e Scozia, ebbe origine proprio nel Wessex e vide la luce verso la metà dell'VIII secolo.

### L'egemonia del Wessex e le incursioni vichinghe

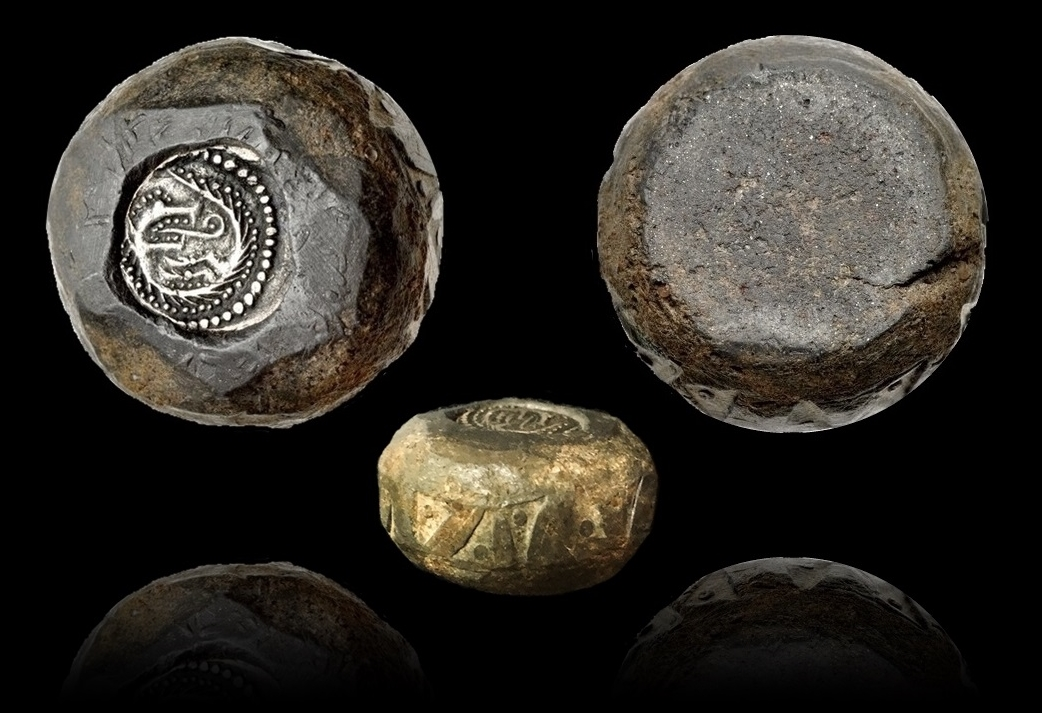
Peso moneta anglosassone-vichinga, utilizzato per il commercio di lingotti e argento. Il materiale è piombo e pesa 36 g. Incastonato con una sceatta anglosassone (serie K tipo 32a), risale al 720-750 e fu coniato nel Kent. All'esterno si scorge un motivo triangolare punteggiato

Nell'802 le sorti del Wessex subirono un nuovo corso con l'ascesa al trono di Egberto, che proveniva da un ramo cadetto della dinastia regnante che sosteneva di discendere dal fratello di Ine, Ingild. Con la sua ascesa al trono si stabilì saldamente nelle mani di un unico lignaggio. All'inizio del suo regno condusse due campagne contro il "Galles orientale", prima nell'813 e poi di nuovo a Gafulford nell'825. Nel corso di queste operazioni, sottomise i britanni occidentali ancora nel Devon e ridusse quelli oltre il fiume Tamar, oggi Cornovaglia, allo stato di vassalli. Nell'825 o nell'826 capovolse l'ordine politico dell'Inghilterra sconfiggendo in modo decisivo il re Beornwulf di Mercia a Ellandun e sottraendo il controllo del Surrey, del Sussex, del Kent e dell'Essex ai merciani. Favorì inoltre la separazione dell'Anglia orientale dalla Mercia. Nell'829, conquistò quest'ultima, esiliando il suo re Wiglaf e assicurandosi il riconoscimento della sua signoria dal re di Northumbria. Grazie a questa serie di eventi, assunse il ruolo di bretwalda, o alto re della Gran Bretagna. La posizione di dominio non perdurò a lungo, poiché Wiglaf tornò e ristabilì l'indipendenza della Mercia nell'830, ma l'espansione del Wessex nell'Inghilterra sudorientale si dimostrò permanente.
Gli ultimi anni di Egberto videro l'inizio delle incursioni dei vichinghi nel Wessex, che si verificarono con frequenza dall'835 in poi. Nell'851 un enorme esercito danese, che si dice fosse trasportato su 350 navi, arrivò nell'estuario del Tamigi. Dopo aver sconfitto il re Beorhtwulf di Mercia in battaglia, i danesi si mossero per invadere il Wessex, ma furono decisamente schiacciati dal figlio e successore di Egberto, il re Etelvulfo nella straordinariamente cruenta battaglia di Aclea. Questa vittoria rimandò le conquiste danesi in Inghilterra per un quindicennio, malgrado le incursioni nel Wessex continuarono.
Nell'855-854, Etelvulfo si reco in pellegrinaggio a Roma e il figlio maggiore sopravvissuto Etelbaldo approfittò della sua assenza per impadronirsi del trono di suo padre. Al suo ritorno, Etelvulfo accettò di dividere il dominio con suo figlio per evitare spargimenti di sangue, governando i nuovi territori a est mentre Etelbaldo deteneva i possedimenti detenuti da più tempo a ovest. A Etelvulfo subentrò ciascuno dei suoi quattro figli superstiti che governarono uno dopo l'altro: il ribelle Etelbaldo, poi Etelberto, che aveva in passato ereditato i territori orientali da suo padre e che riunì il regno alla morte di Etelbaldo, in seguito Etelredo e, infine, Alfredo il Grande. Ciò avvenne perché i primi due fratelli morirono in guerre con i danesi senza eredi, mentre i figli di Etelredo erano troppo giovani per governare quando il padre morì.

### La svolta di Alfredo e il ripristino del controllo

L'Inghilterra alla fine del IX secolo

Nell'865, molti dei comandanti danesi unirono le rispettive forze in un unico grande esercito e sbarcarono in Inghilterra. Negli anni seguenti, quella che divenne nota come grande armata danese travolse i regni della Northumbria e dell'Anglia orientale. Quando, nell'871, giunse un secondo esercito pagano dalla Scandinavia per rinforzare il principale la situazione nel Wessex sembrò vacillare. Sebbene Etelredo e Alfredo ottennero alcune vittorie e riuscirono a impedire la conquista del loro regno, una serie di sconfitte e pesanti perdite di uomini costrinse Alfredo a pagare i danesi per lasciare il Wessex. I danesi trascorsero gli anni successivi sottomettendo la Mercia e stanziandosi in parte in Northumbria, mentre il resto tornò nel Wessex nell'876. Alfredo reagì stavolta con risolutezza e riuscì, con pochi combattimenti, a far sì che si ritirassero nell'877. Una parte dell'esercito danese si stabilì in Mercia, ma all'inizio dell'878 i restanti danesi organizzarono un'invasione invernale del Wessex, prendendo Alfredo di sorpresa e invadendo gran parte del regno. L'inglese dovette rifugiarsi con un piccolo seguito nelle paludi della piana di Somerset, ma dopo pochi mesi radunò un esercito e sconfisse i danesi nella battaglia di Edington, determinando il loro ritiro definitivo dal Wessex per stabilirsi nell'Anglia orientale. Le incursioni simultanee danesi sulla costa settentrionale della Francia e della Bretagna avvennero negli anni 870 (prima della fondazione della Normandia nel 911): in tale occasione, si configurò l'alleanza con Salomone di Bretagna. La Cornovaglia potrebbe aver sperimentato la perdita della sua autonomia con la morte per annegamento di re Donyarth nell'875, come registrato dagli Annales Cambriae. Dopo quanto accaduto non subentrò nella regione alcun monarca, nonostante il cronista Asser riferisca che la Cornovaglia costituisse un regno separato dal Wessex negli anni 890.
Nell'879 una flotta vichinga che si era radunata nell'estuario del Tamigi attraversò il canale per iniziare una nuova campagna nel continente. L'irrequieto esercito vichingo nel continente incoraggiò Alfredo a proteggere il suo regno del Wessex. Negli anni successivi, Alfredo effettuò una drastica riorganizzazione del governo e delle difese del Wessex, costruendo navi da guerra, organizzando l'esercito in due tronconi che rimanevano sempre in servizio, allo scopo di respingere meglio gli attacchi, e stabilendo un sistema di "burh" fortificati in tutto il regno, compreso ovviamente il Wessex. Il sistema è registrato in un documento del X secolo noto come Burghal Hidage, che descrive in dettaglio la posizione e i requisiti di guarnigione di trentatré forti, il cui posizionamento garantiva che nessuno nel Wessex fosse a più di una lunga giornata di viaggio da un luogo di sicurezza. Negli anni 890 tali riforme gli permisero di respingere l'invasione di un altro enorme esercito danese subendo perdite minime, anche grazie all'ausilio di scandinavi già stanziati in Inghilterra che decisero di sostenerlo.
Nel 2015, due cittadini hanno portato alla luce un grande tesoro vicino a Leominster, costituito principalmente da gioielli sassoni e lingotti d'argento, ma anche monete (queste ultime risalivano all'879 circa). Dopo che lo Stato ne aveva preso possesso accusando i due archeologi in erba di averlo venduto sul mercato nero, secondo una ricostruzione giornalistica, "gli esperti ritengono che [il tesoro] sia stato sepolto da un vichingo durante una serie di incursioni note per aver avuto luogo nell'area in quel momento", mentre il Wessex era governato da Alfredo il Grande e la Mercia da Ceolwulf II. Secondo il rapporto, due monete imperiali recuperate dai cacciatori di tesori raffigurano i due sovrani, "a suggellare un'alleanza tra i due regni, almeno per un periodo, che prima era sconosciuta agli storici". Un articolo del The Guardian sull'argomento aggiunge che:
Alfredo riformò anche l'amministrazione della giustizia, emanò un nuovo codice legislativo e incentivò quanto più possibile la cultura e l'istruzione. Durante questa fase il Wessex visse un periodo di grande risveglio, grazie alla riunione a corte di intellettuali provenienti da tutta l'Inghilterra e da altre parti d'Europa. Con il loro aiuto, tradusse una serie di testi in latino in antico inglese, svolgendo forse personalmente anche parte del lavoro e supervisionando la composizione della Cronaca anglosassone. Come risultato di questi sforzi letterari e del dominio politico del Wessex, il dialetto sassone occidentale di questa fase divenne la forma scritta standard dell'inglese antico per il resto della parentesi anglosassone e oltre.
Le conquiste danesi avevano causato ingenti danni nei regni di Northumbria e Anglia orientale, oltre a comportarne pressoché la scomparsa, e diviso a metà la Mercia, con gli scandinavi che si erano insediati a nord-est mentre il sud-ovest era stato lasciato al re inglese Ceolwulf II, presumibilmente un fantoccio in loro mano. Quando il governo di Ceolwulf terminò, gli successe come sovrano della "Mercia inglese" non un altro re ma un semplice aldermanno, Etelredo, che riconobbe la signoria di Alfredo e sposò sua figlia Ethelfleda. Il processo attraverso il quale avvenne questa trasformazione dello stato di Mercia è sconosciuto, ma lasciò Alfredo come unico monarca inglese attivo.

### Unificazione dell'Inghilterra e la contea di Wessex

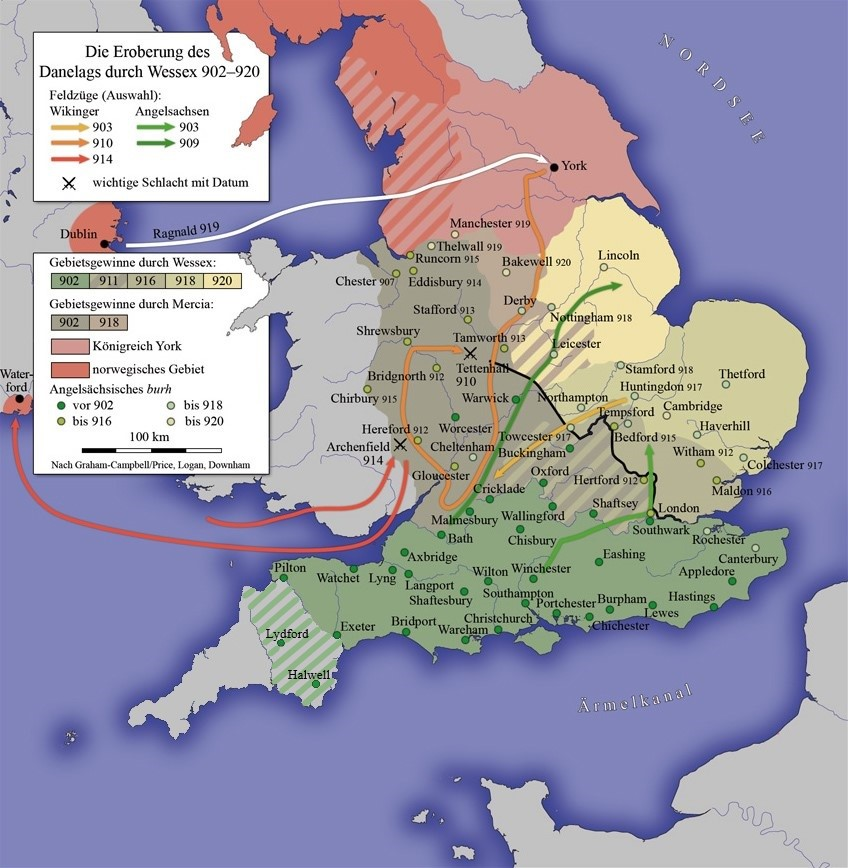
Unificazione dell'Inghilterra e sconfitta del Danelaw nel X secolo per mano del Wessex

Dopo le invasioni degli anni 890, il Wessex e la Mercia continuarono ad essere attaccati dai coloni danesi in Inghilterra e da piccoli gruppi di razziatori danesi dall'estero, ma queste incursioni terminarono in genere in disfatte. Al contempo, non avvennero ulteriori invasioni dalla vasta portata da oltremare. L'equilibrio di potere pendette così costantemente a favore degli inglesi. Nel 911 l'aldermanno Etelredo morì, lasciando la sua vedova, la figlia di Alfredo Ethelfleda, a capo della Mercia. Figlio e successore di Alfredo, Edoardo il Vecchio annesse Londra, Oxford e l'area circostante, probabilmente accorpando il Middlesex, l'Hertfordshire, il Buckinghamshire e l'Oxfordshire, dalla Mercia al Wessex. Tra il 913 e il 918 una serie di offensive inglesi travolse i danesi della Mercia e dell'Anglia orientale, portando tutta l'Inghilterra a sud dell'Humber sotto l'ala di Edoardo. Nel 918 Etelfledo morì ed Edoardo prese il controllo diretto della Mercia, estinguendo ciò che restava della sua indipendenza e assicurando che d'ora in poi ci sarebbe stato un solo dominio degli inglesi. Nel 927, il successore di Edoardo Atelstano conquistò Northumbria, portando per la prima volta l'intera isola sotto un unico sovrano. Il Wessex finiva così trasformato nel Regno d'Inghilterra.
Sebbene il Wessex fosse stato effettivamente sussunto nel regno più grande che l'espansione eseguita dai suoi regnanti aveva reso possibile, come gli altri domini precedenti, continuò per un certo tempo ad avere un'identità distinta che trovava periodicamente una rinnovata espressione politica. Dopo la morte del re Edredo nel 955, che non aveva eredi legittimi, il governo dell'Inghilterra passò a suo nipote, Edwing. L'impopolarità di quest'ultimo con la nobiltà e la chiesa portò i thane di Mercia e Northumbria a dichiarare la loro fedeltà a suo fratello minore, Edgardo, nell'ottobre 957, sebbene Edwig continuasse ad amministrare Wessex. Nel 959, Edwig morì e l'intera Inghilterra passò dunque sotto il controllo di Edgar.
Dopo la conquista dell'Inghilterra da parte del danese Canuto nel 1016, si istituirono contee basate sugli antichi regni di Northumbria, Mercia e Anglia orientale: all'inizio egli amministrò comunque personalmente il Wessex. Nel giro di pochi anni, alla regione toccò la stessa sorte delle altre zone la contea appena creata finì per comprendere tutta l'Inghilterra a sud del Tamigi. Canuto nominò gestirla Godwin, un nobile anglosassone. Per quasi mezzo secolo, i ricchissimi detentori di questa contea, prima Godwin e poi suo figlio Aroldo II, risultarono gli uomini più potenti della politica inglese dopo la corona. Alla fine, alla morte di Edoardo il Confessore nel 1066, Aroldo divenne re, riunendo la contea del Wessex con la corona. Nessun nuovo conte fu nominato prima della successiva conquista normanna dell'Inghilterra, e poiché i monarchi normanni presto eliminarono le grandi contee del tardo periodo anglosassone, il 1066 coincise con l'estinzione del Wessex come unità politica.

## Simboli

### Viverna o drago

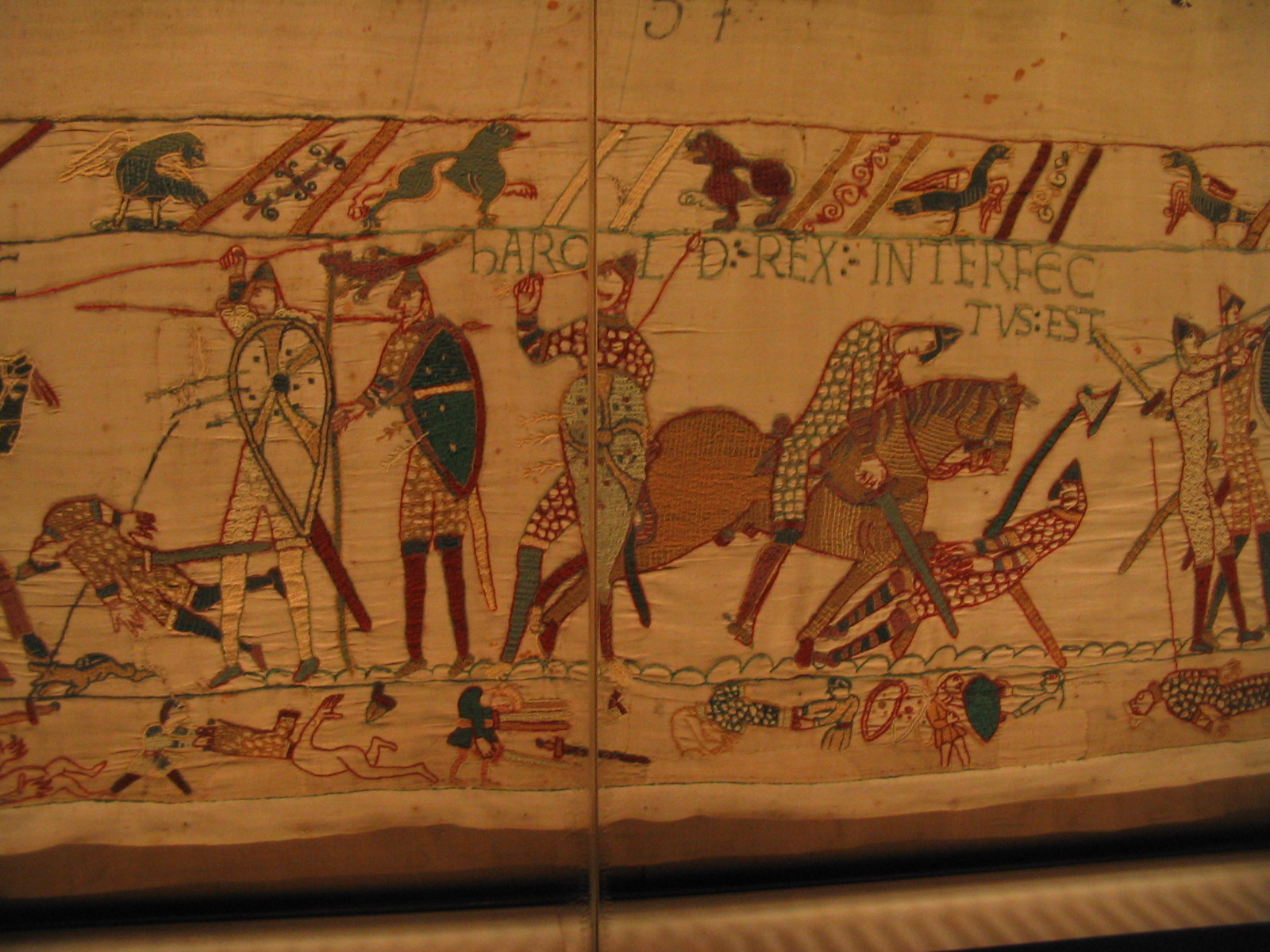
L'arazzo di Bayeux, raffigurante la morte del re Aromdo II, il 14 ottobre 1066. A sinistra si può scorgere il suo Dragon Standard

Toppa della Formazione Divisione del Wessex

La bandiera del Wessex disegnata da William Crampton negli anni '70

Il Wessex è spesso simboleggiato da una viverna o un drago. Sia Enrico di Huntingdon che Matteo di Westminster parlano di un drago d'oro esibito nella battaglia di Burford nel 752 dai sassoni occidentali. L'arazzo di Bayeux raffigura un drago d'oro caduto, così come uno rosso/dorato/bianco alla morte del re Aroldo II, che in precedenza fu aldermanno del Wessex. I dragoni erano normalmente in uso un po' in tutta Europa all'epoca, essendo derivati dal draco impiegato dall'esercito tardo romano e non ci sono prove che identificasse esplicitamente il Wessex.
Una sezione della vetrata del XVIII secolo nella Cattedrale di Exeter indica che un'associazione con l'immagine di un drago nel sud-ovest della Gran Bretagna è anteriore all'epoca vittoriana. Tuttavia, l'associazione con il Wessex è stata resa popolare solo nel XIX secolo, in particolare attraverso gli scritti di E.A. Freeman. Al momento della concessione dello stemma da parte del College of Arms al consiglio della contea di Somerset nel 1911, un drago (rosso) era diventato l'emblema araldico accettato del ex regno. Questo precedente fu seguito nel 1937 quando il consiglio di Wiltshire eseguì di nuovo e confermò la stessa procedura. Due draghi d'oro del Wessex sono stati successivamente concessi alla contea di Dorset nel 1950.
Nell'esercito britannico la viverna è stata usata per rappresentare il Wessex: la 43ª Divisione di fanteria e la brigata regionale 43 Wessex del dopoguerra hanno adottato un segno di formazione costituito da una viverna dorata su sfondo nero o blu scuro. La regolare brigata Wessex degli anni '60 adottò un distintivo da berretto con la bestia araldica, fino a quando i reggimenti ripresero i distintivi reggimentali individuali alla fine degli anni '60. Il reggimento Wessex affiliato all'esercito territoriale ha continuato a indossare il distintivo della Brigata Wessex fino alla fine degli anni '80, quando anche le sue singole compagnie hanno riadattato i loro distintivi regolari per cappelli reggimentali. L'ormai sciolta yeomanry del Somerset occidentale ha adottato una viverla rampante del Wessex come simbolo centrale per il suo distintivo da berretto, mentre la tuttora attiva yeomanry reale del Wessex ha adottato un'usanza simile nel 2014, quando il Reggimento è passato dall'indossare distintivi individuali del berretto yeomanry della contea di squadrone a un distintivo unico nella forma.
Quando a Sophie Rhys-Jones, contessa di Wessex, sono state concesse le insegne, la sezione destra dello stemma personale raffigura una viverna blu, descritta dal College of Arms come "una bestia araldica a lungo associata al Wessex".
Negli anni '70, William Crampton, fondatore del Flag Institute britannico, progettò una bandiera per la regione del Wessex che raffigura una viverna dorata su sfondo rosso.

### Stemma

Lo stemma reale attribuito a re Edoardo il Confessore

Lo stemma attribuito dagli araldi medievali ai re del Wessex compaiono in un manoscritto del XIII secolo e comprende uno sfondo azzurro con una croce gigliata con le braccia patenti (in alternativa a fiori) tra quattro merle d'oro.
Le armi attribuite del Wessex sono anche conosciute come le "Insegne di Edoardo il Confessore", e le caratteristiche si basano su un emblema usato storicamente da Edoardo il Confessore sul retro dei penny coniati da lui. Il disegno araldico ha continuato a rappresentare sia Wessex che Edoardo nell'araldica classica, trovandosi su un certo numero di finestre di chiese in scudi derivati come lo Stemma della Collegiata della chiesa di San Pietro a Westminster (Abbazia di Westminster, fondata dal re).

## Influenza culturale

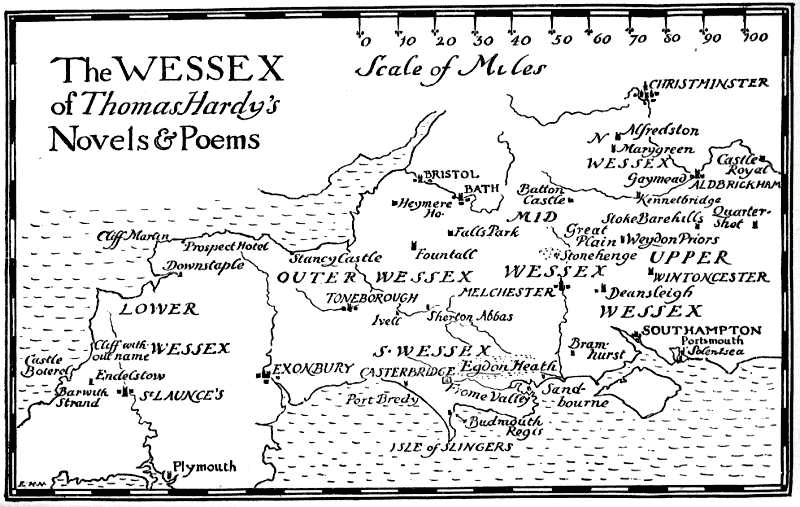
Il Wessex di Thomas Hardy

Thomas Hardy ricreò una versione romanzata del Wessex come ambientazione per molti dei suoi romanzi, adottando il termine "Wessex" del suo amico William Barnes per la loro contea del Dorset e quelle limitrofe nel sud e nell'ovest dell'Inghilterra. Wessex di Hardy escluse il Gloucestershire e l'Oxfordshire, ma la città di Oxford, chiamata "Christminster", viene descritta come parte del Wessex in Jude l'Oscuro. Egli assegnò a ciascuna delle sue contee del Wessex un nome romanzato, come nel caso del Berkshire, riportata come "North Wessex".
Il film Shakespeare in Love includeva un personaggio chiamato "Lord del Wessex", un titolo che non esisteva in epoca elisabettiana. La serie televisiva ITV Broadchurch si svolge nell'area del Wessex, principalmente nella contea di Dorset. Presenta agenzie governative come la polizia di Wessex Police e la corte reale.
Nel libro e nella serie televisiva L'ultimo re, il Wessex costituisce l'ambientazione principale, incentrata sul governo di Alfredo il Grande e sulla guerra contro i vichinghi.
Wessex rimane un termine comune adoperato per indicare l'area storica. Molte organizzazioni nate nell'area del Dorset, del Somerset, dell'Hampshire e del Wiltshire impiegano il termine nel nome della loro azienda o organizzazione: si pensi a Wessex Bus, Wessex Water e all'Istituto di tecnologia del Wessex. La Convenzione costituzionale del Wessex e il Partito regionalista del Wessex sono gruppi minori che cercano una maggiore autonomia politica per la regione.